# Doink the Clown
Doink The Clown es un gimmick originalmente utilizado por Matt Osborne en la World Wrestling Federation y utilizado ahí desde 1992 hasta 1996 y esporádicamente en años posteriores. Después de que Osborne dejara la WWF a fines de 1993, el personaje fue interpretado por algunos luchadores, tanto en la WWE como en otras empresas. Osborne continuó luchando esporádicamente como Doink hasta seis meses antes de su muerte el 28 de junio de 2013.

## Historia

### World Wrestling Federation

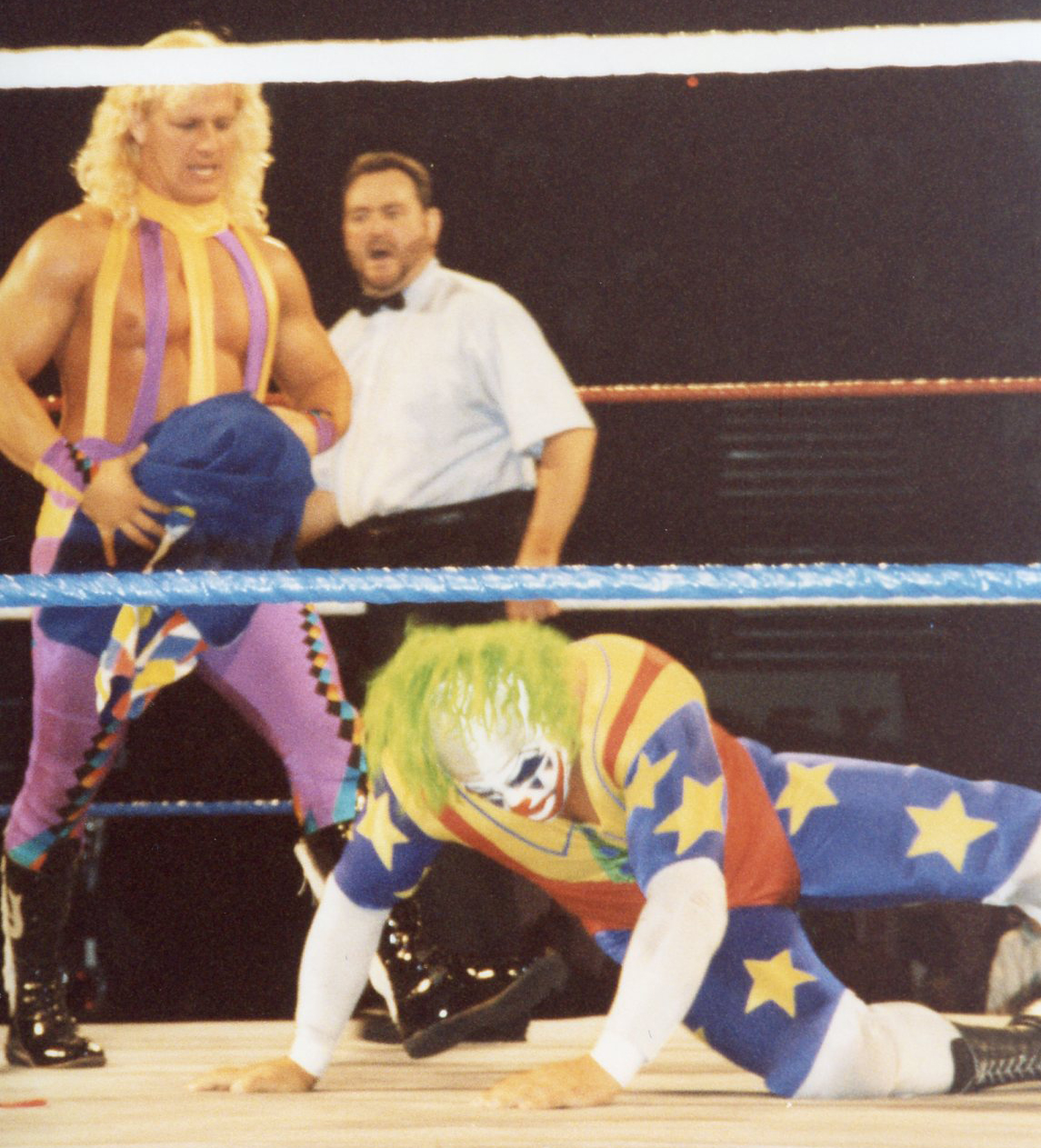
Doink siendo atacado por Jeff Jarrett en un evento de la WWF en 1994.

El exproductor de la WWE Bruce Prichard dijo en una entrevista en The Steve Austin Show que Michael Hegstrand había originalmente concebido la idea del personaje de un payaso miserable.
Tras hacer apariciones a fines de 1992 en el público y en el ringside, haciéndole bromas a los fanáticos y los luchadores, el personaje de Doink hizo su debut luchístico en la WWF en 1993, originalmente como un heel técnicamente firme. Doink le jugaba bromas crueles tanto a los fanes como a los luchadores con el objeto de entretenerse o hacerles bajar la guardia. Algunas de sus malvadas bromas incluían envolver a Big Boss Man con alambre de púas, tirarle agua a Marty Jannetty y atacar a Crush con un brazo de prótesis cargado. Se enfrentó a Crush en Wrestlemania IX, una lucha la cual ganó tras la aparición de un Doink idéntico (Steve Keirn) desde debajo del ring. Doink también tuvo un corto feudo con Randy Savage en una de las primeras ediciones de Monday Night Raw y Bret Hart, después de sustituir a Jerry Lawler, quien finjió una lesión en SummerSlam en 1993.
Doink luego traicionó a Lawler en la edición de WWF Wrestling Challenge del 4 de septiembre en el segmento The King's Court de Lawler, haciendo chistes de Burger King para impresionar al público y luego le tiró encima un balde de agua éncima de Lawler. Matt Osborne, el hombre original detrás de Doink, fue despedido por una drogadicción recurrente, eventualmente dejando el gimmick (luego de un puñado de otros) a Ray Liachelli (más conocido como Ray Apollo). Ahora como face y con un nuevo compañero enano llamado Dink, Doink era más un personaje de referencia cómica, pero continuó haciendo bromas a otros luchadores (aunque estas eran más inofensivas y tontas que crueles), en su mayoría a heels como Lawler y Bobby Heenan. Doink y Dink también lucharon contra Bam Bam Bigelow y Luna Vachon en un feudo que culminó en Wrestlemania X. Doink después se enfrentaría a Jerry Lawler nuevamente en una lucha en Survivor Series. En esta lucha, Doink y Dink hicieron equipo con Wink y Pink para enfrentarse al equipo enano de Lawler de los 'pequeños reyes' Queazy, Cheezy y Sleazy. Posteriormente, Doink se convirtió en jobber, regularmente perdiendo contra luchadores como Jeff Jarrett, Hakushi, Waylon Mercy y en su aparición final en televisión en septiembre de 1995, contra Hunter Hearst Helmsley. Doink reapareció por última vez en 1997 en los Slammy Awards y fue atacado por Stone Cold Steve Austin.

### Extreme Championship Wrestling
Tras su partida de la WWF, Osbourne apareció (como Matt Borne) en Extreme Championship Wrestling (ECW) en un puñado de combates como Doink en un traje azul y verde de payaso, empezando un angle donde el Campeón de la ECW Shane Douglas criticaba a Vince McMahon por transformar un luchador talentoso como Bourne en un personaje de referencia cómica y clamó que él sabía como sacar su potencial al máximo. Borne hizo unas pocas apariciones junto a Douglas como "sí mismo", dejando la mitad de su cara pintada con el maquillaje de Doink. Su actitud insinuaba que había desarrollado un trastorno límite de la personalidad como consecuencia de haber sido forzado a luchar como payaso; tras ganar luchas, vestiría a sus oponentes como payaso para humillarlos. Su nuevo nombre artístico era "Borne Again".

### World Wrestling Entertainment
Desde 1996, Doink ha aparecido esporádicamente en la WWE. Ray Liachelli lo interpretó en el Gimmick Battle Royal en Wrestlemania X-Seven. El 10 de diciembre de 2007, participó en una batalla real de 15 luchadores alumni de la WWE en el episodio especial del decimoquinto aniversario de Raw.
Chris Jericho se vistió como Doink cuando atacó a William Regal en la edición de Raw del 26 de marzo de 2001.
Interpretrado por Nick Dinsmore, se presentó en el Bar Room Brawl de A.P.A. en Vengeance en 2003. También fue elegido por Rhino para enfrentarse a Chris Benoit en la edición de Smackdown! del 31 de julio en 2003.
Interpretado por Steve Lombardi, Doink luchó contra Rob Conway en un episodio de Raw en octubre de 2005. El 2 de junio de 2007, Doink, Eugene y Kane derrotaron a Umaga, Víscera y Kevin Thorn en la trigésimacuarta versión de Saturday Night's Main Event. En la edición de Raw del 12 de julio de 2010, Doink hizo equipo con William Regal, Primo y Zack Ryder para perder contra Santino Marella, Goldust, Vladimir Kozlov y The Great Khali, cuando fue cubierto por Khali. En Raw del 2 de julio de 2012, hizo una aparición sorpresa y perdió contra Heath Slater. Reapareció el 23 de julio, junto con otros alumni de la WWE, para ayudar a Lita a acabar con Slater en Raw 1000, el milésimo episodio de Raw.

### Circuito Independiente
A inicios de 2010, Osborne reinventó el personaje de Doink para parecerse a la interpretación de Heath Ledger del Joker en The Dark Knight, nombrando a esta versión como 'Reborne Again'. El nuevo personaje debutó el 27 de marzo para la ISPW en Nueva Jersey. El 23 de mayo de 2010, Doink the Clown, interpretado por Dusty Wolfe, interfirió contra Skandor Akbar y sus hombres Dr. Knuckles y Rommel. Esto les causó la pérdida de los títulos en parejas de Wrecking Ball Wrestling. En respuesta Akbar llamó a Matt Borne, el Doink original. Wolfe y Borne estaban pactados para enfrentar el 15 de agosto de 2010, pero Wolfe no se presentaría. El 8 de agosto de 2010, Borne, como Doink the Clown, ganó el Campeonato de Wrecking Ball Wrestling. El 30 de mayo de 2015, en el evento Over The Top de MAGNUM Pro en Omaha, Nebraska, Doink (interpretado por Gary Withrow) participó en la batalla real.

## Encarnaciones

### Luchadores que han utilizado el personaje de Doink
Siete personas han utilizado el personaje de Doink oficialmente. Seis luchadores (incluyendo dos parejas) han utilizado el personaje como propósito de storyline, en varias ocasiones. También ha habido encarnaciones en el circuito independiente.
- Matt Osborne - El Doink original, dejó la WWF en diciembre de 1993, falleció el 28 de junio de 2013.
- Steve Keirn - luchó como el Doink de "ilusión" en Wrestlemania IX y ocasionalmente como el "verdadero" Doink en house shows.
- Steve Lombardi - ocasialmente luchó como Doink en house shows y viste como Doink para varias apariciones en la WWE.
- Dusty Wolfe - luchó como Doink en la NWA y otras empresas independientes.
- John Maloof - luchó como Doink de tiempo completo después de que Osborne dejara la WWF.
- Ray Apollo - también luchó como Doink después de que Osborne dejara la WWF.
- Mike Maraldo - luchó como Doink contra Scotty Flamingo en una lucha de la Smoky Mountain Wrestling en noviembre de 1994.
- Nick Dinsmore - luchó como Doink en el episodio de Smackdown! del 31 de julio de 2003, perdiendo contra Chris Benoit.
- Gary Withrow - luchó como Doink en el evento Over The Top de MAGNUM Pro en Omaha, Nebraska.
- Todd Taylor - luchó como Doink para eventos en vivo de la WWF a mitad de los años 90 y en el circuito independiente en Nueva York, Pensilvania, Virginia del Oeste y Ohio.

### Luchadores que han utilizado el disfraz de Doink para storylines
- Jeff Jarrett se disfrazó de Doink para jugarle bromas pesadas a Dink.
- Men on a Mission y The Bushwhackers lucharon como "The Four Doinks" en Survivor Series de 1993.
- Chris Jericho tomó el personaje de Doink para realizar una emboscada a William Regal.

## Campeonatos y logros
- Allied Powers Wrestling Federation
  - APWF Television Championship (1 vez)[3]

- International Wrestling Association
  - IWA United States Heavyweight Championship (1 vez)[3]

- NWA Southwest
  - NWA Southwest Television Championship (3 vez)[4]

- Pro Wrestling Illustrated
  - Calificado en la PWI el número 26 de los 500 mejores luchadores en 1992[5]

- Regional Championship Wrestling
  - RCW United States Tag Team Championship (1 vez) - con Jay Love[3]

- Wrecking Ball Wrestling
  - WBW Heavyweight Championship (1 vez)[6]

- Wrestling Observer Newsletter awards
  - Luchador más vergonzoso del año (1994)
  - Peor feudo del año (1994)  vs. Jerry Lawler
  - Combate peor trabajado del año (1994) con Dink, Pink y Wink vs. Jerry Lawler, Sleazy, Queasy y Cheesy en Survivor Series